# Karel Purkyně

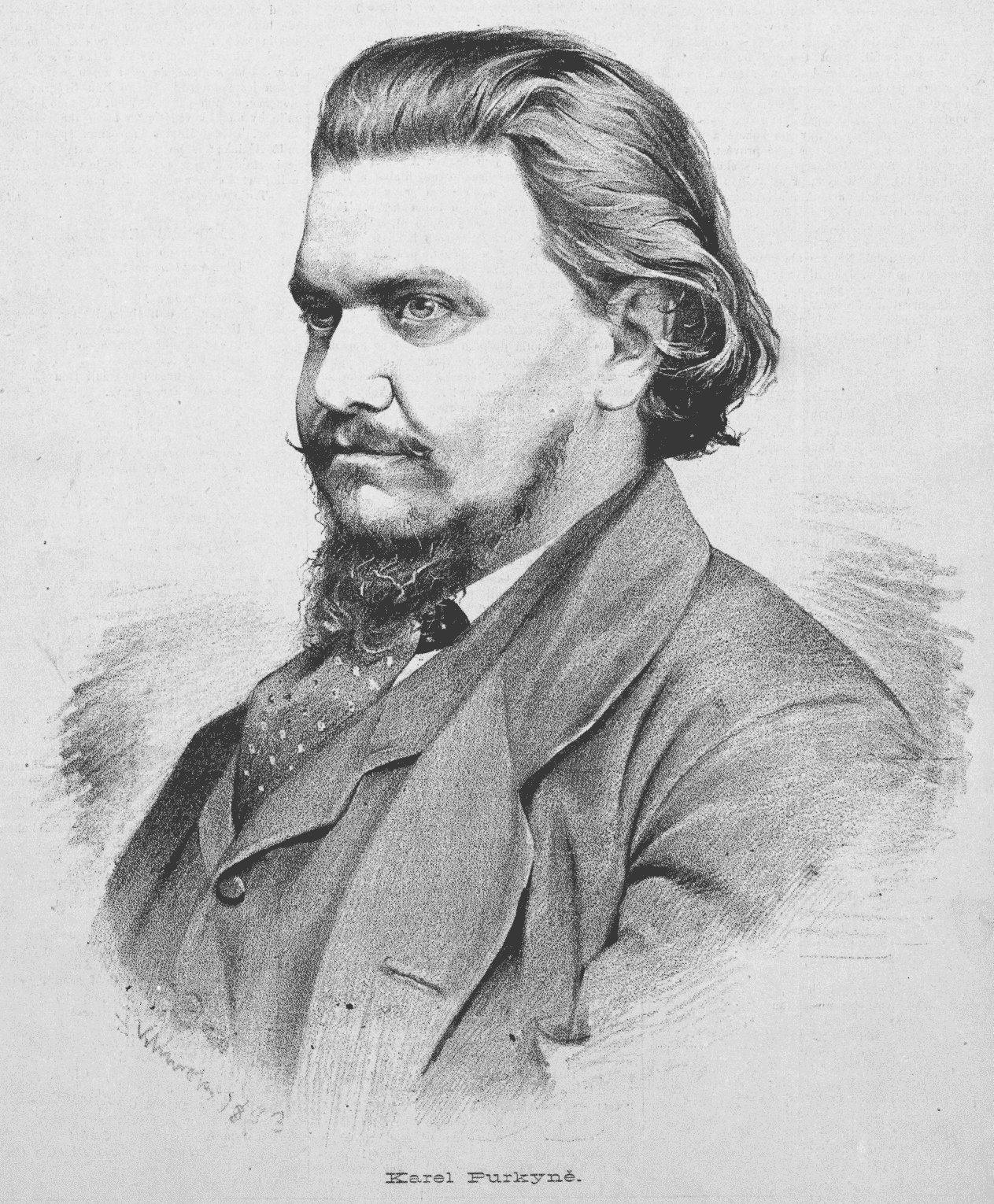
Porträt des Karel Purkyně von Jan Vilimek

Karl Purkyně (* 15. März 1834 in Breslau; † 5. April 1868 in Prag) war ein tschechischer Maler und Kunstkritiker.

## Leben
Karel Purkyně war der Sohn des Physiologen Jan Evangelista Purkyně. Er wurde in Breslau geboren, weil sein Vater zu dieser Zeit dort an der Universität lehrte. Er studierte ab 1851 an der Akademie der Bildenden Künste Prag und ging von 1854 bis 1855 nach München an die Privatschule von Johann Baptist Berdellé. Ende 1856 absolvierte er einen einjährigen Studienaufenthalt in Paris, wo er das Atelier von Thomas Couture besuchte, sich aber hauptsächlich dem Studium der alten Meister im Louvre widmete. Zwischen 1858 und 1862 beteiligte sich Purkyně regelmäßig an den Prager Jahresausstellungen. Er studierte 1861 kurze Zeit in Wien bei Carl Rahl und hielt sich 1865 nochmals in München auf. Ab 1862 wirkte er auch als Kunstkritiker für tschechisch- und deutschsprachige Zeitschriften.
Purkyně wurde nach seinem frühen Tod mit 34 Jahren auf dem Vyšehrader Friedhof (Ehrenfriedhof Slavin) in Prag bestattet.

## Werk
Karel Purkyně kann als bedeutendster Vertreter des tschechischen Realismus angesehen werden. Ursprünglich von der Romantik ausgehend, wurde Purkyně stark vom französischen Realismus beeinflusst. Er versuchte das hinter der Oberfläche liegende Wesen der Dinge zu erfassen. Motive seiner Malerei waren besonders Selbstbildnisse, Porträts und Stillleben, teils in großen Formaten. Seine persönliche Note lässt sich in der eigentümlichen Verbindung seiner realistischen Auffassung mit romantischen Reminiszenzen und in seiner Betonung der Farbe erkennen.

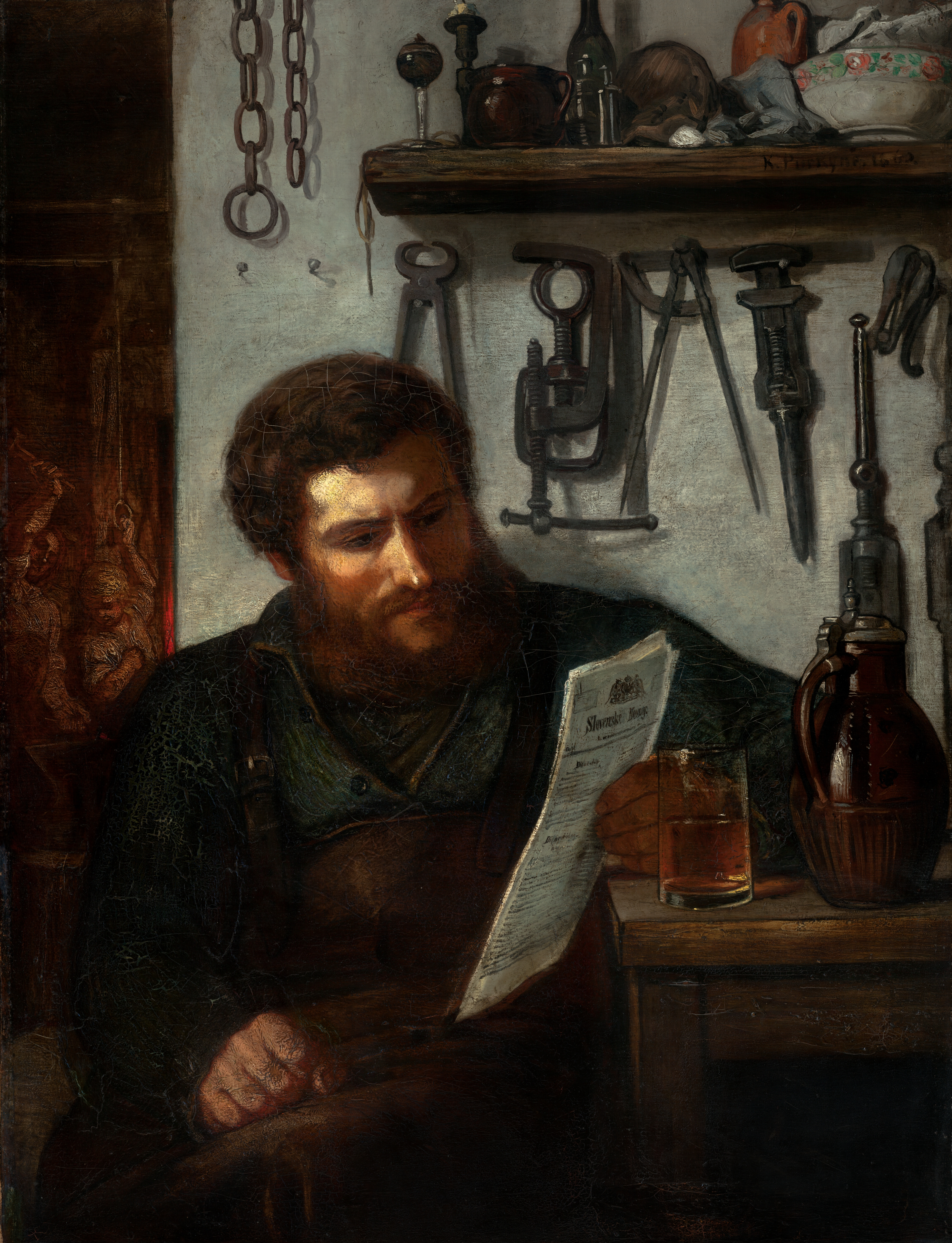
Der politische Schmied, die Zeitung Slovenské noviny lesend, 1860

- Selbstporträt mit Palette und Pinsel (Prag, Nationalgalerie, Inv. Nr. O 1818), um 1855, Öl auf Leinwand, 44 × 34,5 cm
- Schutzengel, Triptychon: In einer Wolkenlandschaft – Im Walde – Am Sterbebett der Mutter (Prag, Nationalgalerie, Inv. Nr. O 2678, 2679, 2680), 1857, Öl auf Leinwand, 35,5 × 47,7 cm, 35,5 × 27,2 cm, 35 × 27,5 cm
- Betty Reitmayerová (Prag, Präsidentschaftskanzlei), 1858, Öl auf Leinwand, 110 × 86 cm
- Bildnis des Schmiedes Jech oder Der politische Schmied (Prag, Nationalgalerie, Inv. Nr. O 4762), 1860, Öl auf Leinwand, 139 × 106 cm
- Stillleben mit Fasanen (Prag, Nationalgalerie, Inv. Nr. O 4793), 1861, Öl auf Leinwand, 110,5 × 73,5 cm
- Schnee-Eule (Prag, Nationalgalerie, Inv. Nr. O 4957), 1862, 154,5 × 120,5 cm
- Gestaltung des Shakespeare-Umzuges in Prag, 1864 – dazu Studie (Prag, Nationalgalerie, Inv. Nr. O 4988), Öl auf Leinwand, 27,5 × 53,5 cm
- Wolken (Prag, Nationalgalerie, Inv. Nr. O 4659), 1866, Öl auf Pappe, 35 × 26,5 cm
- Die Kinder des Künstlers (Prag, Nationalgalerie, Inv. Nr. O 4679), 1868, Öl auf Leinwand, 82 × 65 cm